# 乳化剤
乳化剤（にゅうかざい、英: Emulsifier）は、乳化や起泡・消泡などの目的で使用される薬剤の総称。界面活性剤と同義であるが、食品用として使用される場合は界面活性剤と表記されることは稀である。本項では主に食品用途の乳化剤について扱う。食品用途以外の乳化剤については、界面活性剤を参照されたい。

## 乳化剤の種類
合成添加物としてはグリセリン脂肪酸エステル、ソルビタン脂肪酸エステル、プロピレングリコール脂肪酸エステル、ショ糖脂肪酸エステルが認可されており、このうちグリセリン脂肪酸エステルが最も消費量が多い。ほかに天然添加物・既存添加物として、ダイズや卵黄から採られるレシチン、キラヤから採られるサポニン、牛乳を原料とするカゼインナトリウムなどが使用される。用途を限定されたものに、果実・野菜の表皮の被膜剤としてオキシエチレン脂肪酸アルコール、オレイン酸ナトリウム及びモルホリン脂肪酸塩、ミカン缶詰製造時の果皮除去のためのポリオキシエチレン高級脂肪酸アルコールが認可されている。日本国外では製パン用途でステアロイル乳酸カルシウム、チョコレートの粘度低下剤としてモノグリセリドリン酸アンモニウムなどが使用されているが、これらは日本では未認可である。

## 乳化剤の作用
乳化・分散作用
互いに混じり合いにくい水と油を、一方の液中に他方を分散させる効果を乳化と呼ぶ。また、乳化した状態の液体をエマルションと呼ぶ。水・脂との親和性はHLB値で表され、HLB値が高いものはO/W（水中油滴）型乳化に適し、HLB値が低いものはW/O（油中水滴）型乳化に適している。前者は粉末ココアやコーヒーフレッシュなどを液中に分散させる効果、後者はマーガリンの水滴分離防止などがある。
湿潤・浸透作用
表面張力を低下させて液体を固体の表面に広げ、また隙間を伝って内部に染み込みやすくする作用を有する。
可溶化作用
微粒子を分散させ、水に溶けにくい物質をあたかも水に溶けたような状態にすることを指す。
起泡作用
液体と空気の界面に作用して表面張力を低下させ、液体と空気との接触面積を増加させるとともに、保護膜を作って泡を破れにくくする作用を持つ。食品では、パンやケーキ、アイスクリーム、ホイップクリームの製造などで効果を発揮する。
消泡作用
消泡作用には、すでに発生した泡を消す破泡作用と、泡立ちを抑える抑泡作用とがあるが、乳化剤は後者の作用を示す。
滑沢作用
錠剤や錠菓の製造時に、原料となる粉末の流動性を高め、原料が製造装置に付着するのを防ぐとともに、表面に光沢を与える。
洗浄作用
湿潤・浸透作用により洗浄対象に溶液が染み込み、乳化・分散作用により汚れが溶液中に分散され、再付着しにくくなる。一般に食品用乳化剤は洗浄効果が高くないため、多くの場合、野菜や食品加工機器の洗浄には一般の界面活性剤が使われる。
抗菌性
副次的な用途であるが、脂肪酸エステルの一部にはカビ・酵母やグラム陽性菌などの発育を抑制する作用があり、中鎖脂肪酸エステルなどが日持保持剤として使用されている。食品衛生法上の表示基準では、乳化・分散・浸透・起消泡・離型などの目的で使用する場合は「乳化剤」と一括表示することが認められているが、日持保持剤など乳化剤以外の目的で使用する場合には物質名で表示する必要がある。

## 食品工業への応用
- パン - 食品用乳化剤の最大の用途が、パンを中心としたベーカリー食品である。目的の多くは乳化以外であり、老化防止剤・ソフナー・生地調整剤としての用途が中心である。パンの老化防止としては、小麦粉に対し0.2%から1%添加された飽和脂肪酸モノグリセリドが澱粉粒表面に溶出するアミロースと複合体を形成し、澱粉粒を保護すると同時に内部に浸透して結晶アミロースやアミロペクチンとも複合体を形成する。これによりアミロースのゲル化が抑制され、柔らかさが維持される。
- アイスクリーム - 油脂の分散・凝集、油脂と蛋白の相互作用の促進、滑らかな食感とドライネス（表面が乾いたような感触）の付加、溶出の抑制・保型性の向上などを目的に、ステアリン酸モノグリセリド0.2%から0.3%とオレイン酸モノグリセリド0.05%から0.2%が使用される。
- ホイップクリーム - 乳化安定効果・起泡性を持つ乳化剤と、脂肪凝集促進作用を持ち保型性を高める乳化剤が併用される。前者はショ糖脂肪酸エステル、飽和脂肪酸モノグリセリドおよび飽和脂肪酸ポリグリセリンエステルが、後者はプロピレングリコールエステル、不飽和脂肪酸モノグリセリド、不飽和脂肪酸ポリグリセリンエステルおよびレシチンが用いられる。レシチンは保型性が優れるが液の安定に好ましくない影響を与え、風味も良くないため使用には限界がある。
- コーヒークリーム - 液状のものと粉末のものとがあるが、いずれでも高温・酸性のコーヒーでも安定した乳化作用を示し、分離した脂肪分が浮く「オイルオフ」や、羽毛状の凝固物が生じる「フェザーリング」などの現象を防ぐことが求められる。ポリグリセリンエステル、ショ糖脂肪酸エステル、クエン酸モノグリセリド、ジアセチル酒石酸モノグリセリド、酵素分解レシチンとカゼインナトリウムが併用される。
- コーヒー飲料 - 容器の縁に沿って液面に脂肪が浮くリング現象や、分離した脂肪分が浮上するオイルオフ現象、コーヒー成分の沈澱の防止の他、耐熱性細菌による腐敗防止のために、モノグリセリドやカラギーナンなどの乳化安定剤が加えられる。
- 魚肉練り製品 - 冷凍すり身の製造において、凍結貯蔵中の蛋白質の変成を抑え、変色を防止するとともに、アシと呼ばれる、弾力のある食感を維持する働きを持つ。他に、剥離性を持たせて蒲鉾やソーセージを包装から取り出しやすくしたり、ちくわ製造時に芯棒を抜きやすくする効果も期待できる。
- 畜肉加工品 - ソーセージをはじめとする畜肉加工品に脂肪を添加する際には肉の蛋白質が乳化の役割を果たすが、それでも不十分な場合にはカゼインナトリウムが、硬めのエマルションである乳化カードの状態で添加される。ハンバーグや、肉そのものに対し、肉質を柔軟にしたり肉汁を豊富にしたりする目的でレシチンやモノグリセリド誘導体、ソルビタン脂肪酸エステルなどが添加されることがある。
- チョコレート - チョコレートに添加される乳化剤はレシチンが中心で、ショ糖脂肪酸エステルやポリグリセリンエステル、ソルビタンエステルが併用される。これらは、チョコレートの粘度低下による作業性の向上、ファットブルームや脂肪分のしみ出し防止、保型性・耐水性の向上が主な目的である。
- キャンディ - レシチンやモノグリセリドが、香料や油脂の均一な分散、包材・歯・製造装置への貼り付き防止のために添加される。
- チューインガム - ガムベースの可塑性向上のために酢酸モノグリセリドが、歯や衣類等への付着防止のために、グリセリン脂肪酸エステルやショ糖脂肪酸エステル、ソルビタン脂肪酸エステルが添加される。かつては可塑剤としてブチルフタリルブチルグリコールやジブチルフタレートも使用されていたが、安全性の観点から1972年に使用禁止となった。
- その他の菓子類 - 羊羹や餡では砂糖の結晶析出による食感低下防止のため、プリンや水羊羹では離水防止のためショ糖脂肪酸エステルなどが使用される。
- ドレッシング - 乳化液状ドレッシング、分離液状ドレッシングとマヨネーズを含む半固体状ドレッシングに大別できる。乳化液状ドレッシングは、JAS規格品ではJASで許可された乳化剤しか使用できず、卵黄や増粘多糖類で乳化させたものが多い。JAS規格外品では、レシチンを酵素分解したリゾレシチンとポリグリセリンエステルを併用することが多い。分離液状ドレッシングでは主に増粘多糖類の一種であるキサンタンガムが使われる。攪拌することでしばらくの間乳化し、油粒子が大きいため透明感があり、油の風味を強く感じる。マヨネーズでは卵黄が乳化の役割を果たし、乳化剤を使用したものはマヨネーズと表示することはできない。
- 調味料類 - めんつゆやポン酢ではユズやシソなど油性のフレーバーを可溶化するために乳化剤が加えられる。焼肉のたれではゴマや香味野菜などの固形分の分散・安定のために増粘多糖類が使われる。ソースでは耐酸・耐塩性に優れたポリグリセリンエステルが用いられる。
- 豆腐 - 製造時の消泡や保水性・保型性の改善、作業性・歩留まり向上の目的で、不飽和脂肪酸の蒸留モノグリセリドやショ糖脂肪酸エステルが添加される。以前は消泡剤として油揚げに使用した廃油に水酸化カルシウムを混合したものや、シリコーン樹脂が使われていたが、前者は油脂の酸化による衛生上の問題があるため現在ではほとんど使われない。後者も食品衛生法上の使用制限があるため、使用が減っている。
- 麺類 - 弾力のある食感を持たせ、麺表面を滑らかにして茹であげ後にほぐれやすくし、澱粉の流出によるゆで汁の濁りを抑えるため、モノグリセリドやレシチンが使われる。
- 米飯 - 炊飯時に蒸留飽和モノグリセリドを加えると粘着性が低下し、炊飯後に捌きやすくなるため、業務用ではレトルト食品や清酒醸造などで使われている。ただし米粒表面の艶が損なわれるという欠点もある。五目ご飯など油脂を含むものには、酵素分解レシチンが有効である。
- 錠剤・錠菓 - 滑沢剤として、ショ糖脂肪酸エステルやグリセリン脂肪酸エステルが使われる。